# 北赤湯信号場

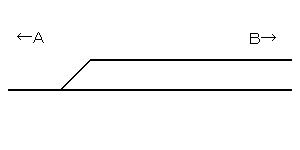
構内配線図　A:中川　B:赤湯

北赤湯信号場（きたあかゆしんごうじょう）は、山形県南陽市赤湯と同市二色根にまたがる、東日本旅客鉄道（JR東日本）奥羽本線（山形線）の信号場である。

## 歴史
- 1963年（昭和38年）9月27日：単線交換形信号場として開業[1][2]。
- 1968年（昭和43年）7月25日：赤湯方複線化[2]に伴い複線始終端形信号場に変更。
- 1987年（昭和62年）4月1日：国鉄分割民営化により、東日本旅客鉄道の信号場となる[1]。
- 1991年（平成3年）9月1日：山形新幹線（改軌）工事に伴い休止。
- 1992年（平成4年）7月1日：山形新幹線開通に伴い、標準軌に改軌のうえ再開。

## 構造
赤湯駅より中川駅方向に約5.5kmにある信号場。赤湯駅方が複線、中川駅方が単線の複線始終端形信号場である。
中川方から赤湯方に向かう（上り）列車は、ポイントの分岐側を通過するため、70km/hの速度制限を受ける。
本信号場は山形新幹線の一部でもあり、ATS-P採用区間であるため、安全側線は省略されている。

## 周辺
山林および耕作地であるが、国道13号沿いに設置されている。
- 烏帽子山公園

## 隣の施設
東日本旅客鉄道（JR東日本）
■奥羽本線（山形線）
赤湯駅 - 北赤湯信号場 - 中川駅